# 1917 (film)
Pour plus de détails, voir Fiche technique et Distribution.
1917 est un film de guerre américano-britannique réalisé et produit par Sam Mendes, qui coécrit le film avec Krysty Wilson-Cairns, sorti en 2019.
Le scénario, inspiré en partie par un récit raconté à Mendes par son grand-père paternel, Alfred Mendes, raconte l'histoire de deux jeunes soldats britanniques, les caporaux suppléants Schofield et Blake, qui reçoivent l'ordre de délivrer un message annulant une attaque vouée à l'échec peu après la retraite allemande sur la ligne Hindenburg pendant l'opération Alberich en 1917. Ce message est particulièrement important pour l'un des jeunes soldats dont le frère doit participer à l'attaque imminente.
La réalisation du film, donnant l'illusion de deux longs plans-séquences et d'une action en temps réel est largement saluée par la critique.
Le film reçoit de nombreuses nominations et remporte plusieurs prix, dont deux Golden Globes (meilleur réalisateur et meilleur film dramatique) et trois Oscars (meilleure photographie, meilleur mixage de son et meilleurs effets visuels).

## Synopsis
Le 6 avril 1917, la Première Guerre mondiale fait rage sur le front Ouest. L'armée allemande s'est retirée d'un secteur du front occidental dans le Nord de la France. La reconnaissance aérienne a repéré que les Allemands ne battent pas en retraite mais ont effectué un retrait tactique sur la ligne Hindenburg, où ils attendent les Britanniques. Deux jeunes soldats britanniques, les caporaux suppléants William « Will » Schofield (George MacKay) et Tom Blake (Dean-Charles Chapman), sont chargés par le général Erinmore (Colin Firth) d'une mission vraisemblablement impossible : les lignes de communication étant coupées, ils vont devoir traverser seuls le no man's land et les lignes ennemies pour délivrer un message au deuxième bataillon du régiment Devonshire, stationné aux environs d'Écoust-Saint-Mein. Ce message, annulant leur attaque planifiée, doit permettre de sauver 1 600 soldats britanniques du piège tendu par l'armée allemande, parmi lesquels se trouve le lieutenant Joseph Blake, frère de Tom.
Schofield et Blake traversent le no man's land, atteignent les tranchées allemandes abandonnées, pénètrent dans les abris sous-terrains aménagés et les explorent. Ils s'aperçoivent que ceux-ci sont minés, juste avant qu'un rat casse un fil relié aux mines, déclenchant leurs explosions. Schofield est enseveli, Blake parvient à l'extirper des décombres et à l'emmener avec lui jusqu'à l'extérieur. Ils arrivent dans une ferme déserte saccagée, où ils assistent à un combat aérien entre deux avions britanniques et un appareil allemand. L'avion allemand est abattu et s'écrase en flammes sur une grange de la ferme. Schofield et Blake tentent de sauver le pilote brûlé. Schofield propose de l'achever par pitié, mais Blake demande à Schofield d'aller chercher de l'eau pour l'hydrater. Le pilote poignarde alors Blake avant d'être abattu par Schofield. Blake meurt dans les bras de ce dernier, qui lui promet de terminer la mission.
Schofield est récupéré par une unité britannique de passage et est invité par le capitaine Smith (Mark Strong) à embarquer dans un camion avec les soldats pour effectuer une partie du trajet. Un pont détruit près du village en ruine d'Écoust-Saint-Mein empêche les véhicules de traverser le canal. Schofield débarque et s'engage sur les vestiges du pont. Un tireur allemand embusqué dans une maison sur l'autre rive lui tire dessus. Schofield abat ce tireur, mais pendant leur ultime échange de coups de feu tombe à la renverse dans les escaliers et perd connaissance.
Schofield se réveille pendant la nuit et entreprend de traverser le village sur lequel sont tirées régulièrement des fusées éclairantes, il progresse prudemment. Il est repéré par un soldat allemand qui le pourchasse et lui tire dessus. Il se réfugie dans une cave dans laquelle est cachée Lauri, jeune femme française, qui essaye de soigner ses blessures. Elle a recueilli un bébé, pour la remercier, il lui donne sa ration de nourriture en conserves et sa gourde remplie de lait de la ferme. En repartant, Schofield tombe sur un soldat allemand et un combat s'ensuit. Il étrangle son adversaire et bouscule un autre soldat allemand qui est trop ivre pour l'arrêter. D'autres soldats le poursuivent et lui tirent dessus, il échappe aux coups de feu en sautant dans une rivière. Emporté par le courant, il parvient à s'agripper à un tronc dérivant et à atteindre la rive alors que le jour s'est levé.
Schofield rejoint le 2e bataillon du régiment Devonshire juste avant le début de l'attaque britannique. Il comprend que pour parvenir à rejoindre le colonel Mackenzie à temps, il doit sortir des tranchées qui sont encombrées de soldats et court à travers le champ de bataille. Alors que l'infanterie britannique commence à monter à l'attaque, elle est bombardée par l'artillerie allemande. Schofield se fraye un chemin pour rencontrer le colonel (Benedict Cumberbatch) et réussit à le convaincre d'annuler l'attaque.
Schofield localise ensuite le lieutenant Joseph Blake (Richard Madden) — qui était parmi la première vague d'attaque, mais est indemne — et lui annonce la nouvelle de la mort de son frère. Joseph est bouleversé, mais remercie Schofield. Ce dernier demande à Joseph son accord pour écrire à sa mère et lui parler de l'héroïsme de Tom.
Schofield s'éloigne et s'assied sous un arbre à proximité. Il regarde des photos de sa famille. Au dos de l'une d'elles est écrit le message : « Reviens-nous ».

## Fiche technique
Sauf indication contraire, les informations mentionnées dans cette section peuvent être confirmées par les bases de données cinématographiques IMDb et Allociné,  présentes dans la section « Liens externes ».
- Titre original et français : 1917
- Réalisation : Sam Mendes
- Scénario : Sam Mendes et Krysty Wilson-Cairns
- Musique : Thomas Newman
- Direction artistique : Simon Elsley, Elaine Kusmishko, Rod McLean, Niall Moroney et Stephen Swain
- Décors : Dennis Gassner
- Costumes : David Crossman et Jacqueline Durran
- Photographie : Roger Deakins
- Son : Scott Millan, Oliver Tarney, Mark Taylor, Stuart Wilson
- Montage : Lee Smith
- Production : Pippa Harris, Callum McDougall, Sam Mendes, Brian Oliver et Jayne-Ann Tenggren
  - Production déléguée : Valerii An, Jeb Brody, Nicolas Brown, Ricardo Marco Budé, Caro Newling, Oleg Petrov et Ignacio Salazar-Simpson
  - Coproduction : Michael Lerman, Julie Pastor, John Hilary Shepherd et Angus Sutherland
  - Coproduction déléguée : B.J. Farmer
- Sociétés de production :
  - États-Unis : Amblin Partners, en association avec New Republic Pictures, présenté par Dreamworks Pictures
  - Royaume-Uni : Neal Street Productions
  - Corée du Sud : Nova Media
  - Espagne : produit en association avec Mogambo
  - Inde : présenté par Reliance Entertainment
- Sociétés de distribution : Universal Pictures (États-Unis) ; Entertainment One (Royaume-Uni) ; Aurum Films (Espagne) ; Reliance Distribution (Inde) ; Universal Pictures International (France, Suisse romande) ; WW Entertainment (Belgique) ; Universal Pictures Canada (Canada)
- Budget : 90 millions USD[3],[4]
- Pays de production :  États-Unis,  Royaume-Uni[5],[N 1]
- Langues originales : anglais, français, allemand
- Format : couleur — Codex Digital (en) — 2,39:1 / ·        1,90:1 (version IMAX) — son Dolby Atmos / Dolby Digital / Dolby Surround 7.1
- Genre : guerre, drame, historique
- Durée : 119 minutes
- Dates de sortie[6] :
  - Royaume-Uni : 4 décembre 2019 (Royal Film Performance) ; 10 janvier 2020 (sortie nationale)
  - États-Unis : 25 décembre 2019 (sortie limitée) ; 10 janvier 2020 (sortie nationale)
  - Belgique : 8 janvier 2020[7]
  - Espagne, Québec : 10 janvier 2020[8]
  - France, Suisse romande : 15 janvier 2020[9],[10]
  - Inde : 17 janvier 2020
  - Corée du Sud : 19 février 2020
- Classification[11] :
  - États-Unis : les enfants de moins de 17 ans doivent être accompagnés d'un adulte (R – Restricted)[N 2]
  - Royaume-Uni : interdit aux moins de 15 ans (15 - Suitable only for 15 years and over)
  - Corée du Sud : film destiné à un public de 15 ans et plus. Les publics mineurs accompagnés d'un parent ou d'un tuteur sont autorisés (15)
  - Espagne : déconseillé aux enfants de moins de 12 ans
  - Inde : accord parental pour les moins de 14 ans (contenant des scènes ou des paroles équivoques) (U/A - Unrestricted Public Exhibition - With Parental Guidance)
  - France : tous publics avec avertissement[12],[N 3]
  - Belgique : potentiellement préjudiciable jusqu'à 12 ans (Mogelijk schadelijk voor kinderen onder de 12 jaar)[7],[13]
  - Suisse romande : interdit aux moins de 14 ans[14]
  - Québec : 13 ans et plus (violence - horreur / érotisme / langage vulgaire) (13+ / 13 years and over)[8]

## Distribution
- George MacKay (VF : Charlie Fabert ; VQ : David Laurin) : le caporal suppléant William « Will » Schofield
- Dean-Charles Chapman (VF : Félix Lebert-Kysyl ; VQ : Louis-Philippe Berthiaume) : le caporal suppléant Tom Blake
- Colin Firth (VF : Christian Gonon ; VQ : Jean-Luc Montminy) : le général Erinmore
- Andrew Scott (VF : Jean-Christophe Dollé ; VQ : Nicolas Charbonneaux-Collombet) : le lieutenant Leslie
- Mark Strong (VF : Bernard Gabay ; VQ : Daniel Picard) : le capitaine Smith
- Benedict Cumberbatch (VF : Jérémie Covillault ; VQ : Tristan Harvey) : le lieutenant-Colonel MacKenzie
- Richard Madden : le lieutenant Joseph Blake
- Daniel Mays (VF : Pierre Yvon ; VQ : Frédérik Zacharek) : le sergent Sanders
- Jamie Parker (VQ : Thiéry Dubé) : le lieutenant Richards
- Anson Boon : le 2e classe Cooke
- Claire Duburcq (VF : elle-même) : Lauri, la femme d'Écoust
- Nabhaan Rizwan (VF : Asil Raïs ; VQ : Martin Desgagné) : Sepoy Jondalar

 Source et légende : version québécoise (VQ) sur Doublage.qc.ca ; version française (VF) sur AlloDoublage

## Production

### Genèse

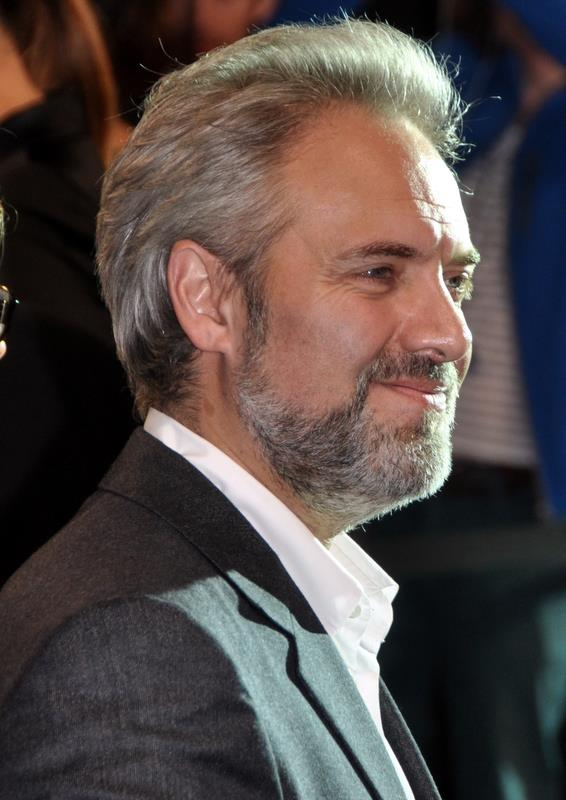
Sam Mendes en 2012.

1917 est le premier film que Sam Mendes écrit en plus de le réaliser. Selon lui, l'écriture a nécessité une certaine prise de risque : « J'ai pris un pari calculé, et je suis heureux de l'avoir fait en raison de l'énergie que vous obtenez juste en allant de l'avant (dans le récit), dans une guerre qui était fondamentalement paralysée et statique ». Les idées du scénario, que Mendes coécrit avec Krysty Wilson-Cairns, proviennent d'une histoire que lui avait contée son grand-père, Alfred Mendes, messager pour les Britanniques sur le front occidental pendant la Grande Guerre. L'écrivain trinidadien avait déjà relaté son expérience dans le livre The Autobiography of Alfred H. Mendes 1897-1991. Le film se termine par la dédicace suivante : "Pour le caporal Alfred H. Mendes, 1er bataillon Corps Royal des Fusiliers du Roi, qui nous a raconté les histoires".

### Développement
En juin 2018, la société de production Amblin Partners annonce avoir acquis un projet de film sur la Première Guerre mondiale réalisé par Sam Mendes et coécrit par ce dernier avec Krysty Wilson-Cairns.
En septembre 2018, Tom Holland révèle avoir été approché pour un rôle. En octobre, Sam Mendes annonce qu’il va à nouveau collaborer avec le directeur de la photographie Roger Deakins, tandis que George MacKay et Dean-Charles Chapman entrent en négociation.
La distribution s'étoffe ensuite avec les arrivées de Benedict Cumberbatch, Colin Firth, Mark Strong, Richard Madden, Andrew Scott, Daniel Mays, Adrian Scarborough et Jamie Parker.

### Préproduction
La préproduction dure quatre mois avec les acteurs. Afin de garantir une prise en plan séquence, l'équipe du film réalise des maquettes de chaque scène, pour prévoir le placement des acteurs et des caméras. La scène de la traversée de nuit du village, éclairé par des fusées éclairantes, nécessite la construction d'un modèle réduit pour étudier précisément les sources de lumière et le mouvement des ombres. Plus d'un kilomètre et demi de tranchées sont construites pour les besoins du film ; la taille de chaque décor (tranchées, champ, village, ruelles...) est calculée en fonction du temps mis par les protagonistes à la traverser, afin de pouvoir les filmer en temps réel. Chaque plan séquence nécessite ainsi de nombreuses répétitions pour déterminer la taille et l'emplacement de chaque élément, puis une mise en place très précise des acteurs et des différentes actions ayant lieu à l'écran.

### Lieux de tournage
Le tournage débute le 1er avril 2019 et a lieu jusqu'en juin 2019. Il se déroule dans le Wiltshire (Angleterre du Sud-Ouest), dans le Surrey (Hankley Common et les studios de Shepperton) ainsi qu'à Govan en banlieue de Glasgow en Écosse,,,. Des inquiétudes sont exprimées au sujet du tournage dans la plaine de Salisbury par des défenseurs de l'environnement qui estiment que la production pourrait perturber des vestiges potentiellement non découverts, demandant une enquête avant toute construction de plateau,. Certains plans nécessitent jusqu'à 500 figurants en arrière-plan.
Des séquences du film sont également tournées près de Low Force, sur la rivière Tees, à Teesdale, en juin 2019. Les équipes de production ont dû installer des panneaux avertissant les promeneurs de la région de ne pas prendre peur devant les corps artificiels et les parties de corps éparpillés sur le site. Pour les scènes sur la rivière, les acteurs et l'équipe ont été assistés par un prestataire local d'aventures en plein air pour la sécurité et les cascades.

### Réalisation

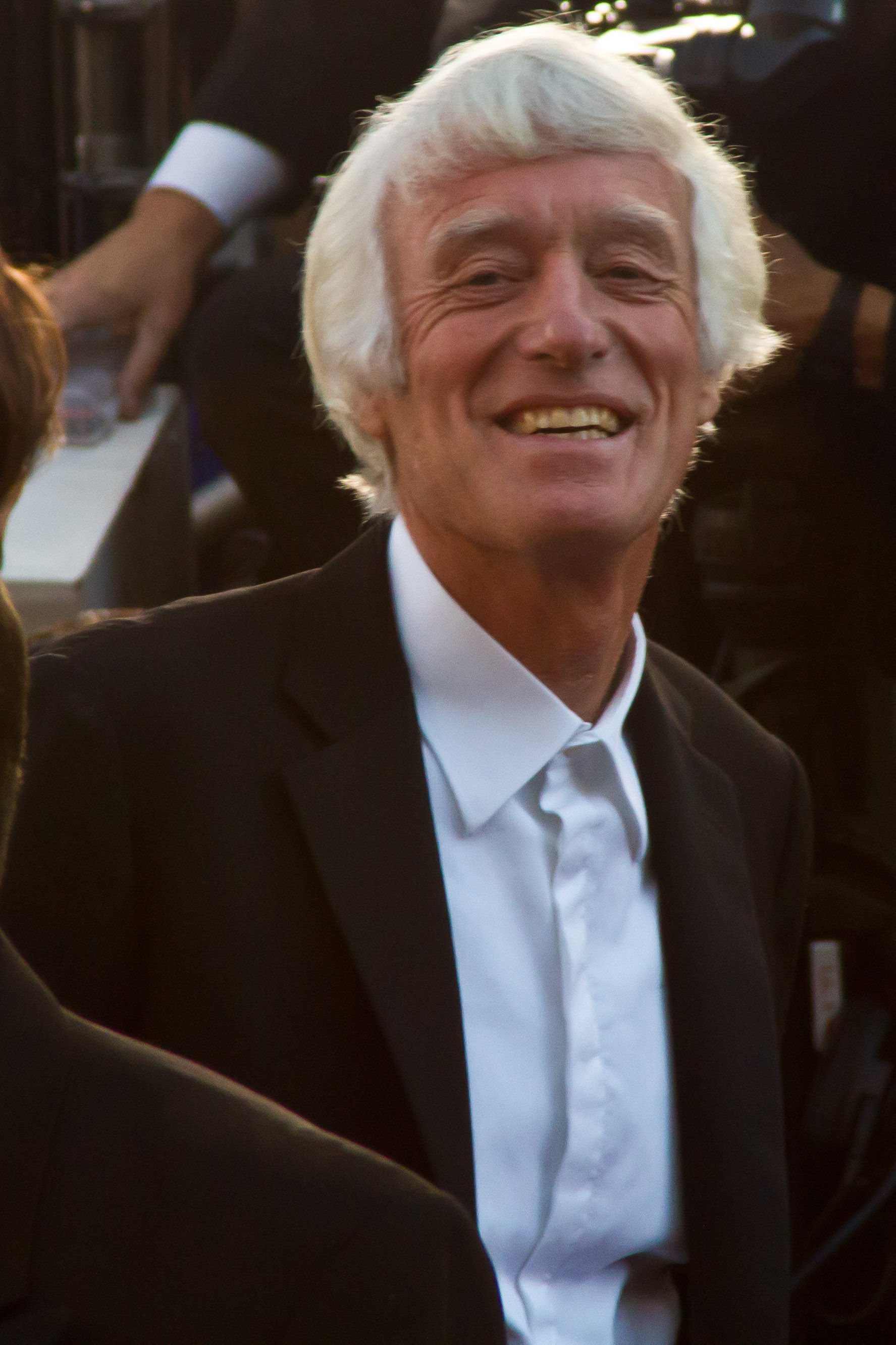
Roger Deakins en 2011.

La photographie est assurée par Roger Deakins, qui retrouve Sam Mendes pour leur quatrième collaboration. Le tournage nécessite de très longues prises et des mouvements de caméra soigneusement chorégraphiés pour donner l'illusion d'un plan-séquence unique,. Il s'agit finalement d'une série de plans-séquences dont le plus long fait environ neuf minutes, avec des transitions discrètes, donnant l’illusion de deux longs plans-séquences sur la durée totale du film. Entre quinze et quarante prises ont été nécessaires pour chacune de ces scènes (à l’exception d’une scène de course). Bien que l'action s'étale entre une fin de journée et le début de la suivante (soit en principe au moins une douzaine d'heures), le film avec ses deux plans-séquences de l'action est d'une durée d'environ une heure quarante. La perte de connaissance de William Schofield à Écoust donne lieu à la seule coupure du film. Sam Mendes justifie ainsi ce choix : « c'était lié au fait que je voulais que le film passe de l'après-midi au crépuscule, puis de la nuit à l'aube. Je voulais que le film soit en deux mouvements... Je voulais emmener le personnage dans un endroit qui ressemble davantage à une hallucination. Un endroit plus surréaliste, presque onirique. Et horrifiant aussi »,.
1917 est le premier film à être tourné avec la caméra numérique Arri Alexa Mini LF. Roger Deakins voulait utiliser une caméra dotée d'un capteur d'image grand format, mais estimait que l'Alexa LF originale était trop grande et trop lourde pour capturer les plans intimes qu'il souhaitait. Arri lui a fourni un prototype de la Mini LF deux mois avant le début du tournage, et deux autres caméras une semaine avant,. Ses objectifs sont des Arri Signature Primes, dont il utilise trois focales : un objectif de 40 mm pour la majeure partie du film, un 35 mm plus large pour les scènes dans les tunnels et les bunkers afin d'accentuer le sentiment de claustrophobie, et un 47 mm plus étroit dans la rivière, pour faire disparaître une partie de l'arrière-plan. Les scènes de jour sont tournées uniquement à lumière naturelle, car des lampes artificielles auraient pu se retrouver accidentellement à l'écran.

### Musique
L'album de la bande originale du film sort le 20 décembre 2019. La partition est composée par Thomas Newman, collaborateur régulier de Sam Mendes. Elle est notamment nommée à l'Oscar de la meilleure musique de film,.
| Liste des morceaux | Liste des morceaux     | Liste des morceaux | Liste des morceaux | Liste des morceaux | Liste des morceaux | Liste des morceaux | Liste des morceaux | Liste des morceaux | Liste des morceaux |
| No                 | Titre                  | Durée              |                    |                    |                    |                    |                    |                    |                    |
| ------------------ | ---------------------- | ------------------ | ------------------ | ------------------ | ------------------ | ------------------ | ------------------ | ------------------ | ------------------ |
| 1.                 | 1917                   | 1:17               |                    |                    |                    |                    |                    |                    |                    |
| 2.                 | Up the Down Trench     | 6:19               |                    |                    |                    |                    |                    |                    |                    |
| 3.                 | Gehenna                | 3:34               |                    |                    |                    |                    |                    |                    |                    |
| 4.                 | A Scrap of Ribbon      | 6:29               |                    |                    |                    |                    |                    |                    |                    |
| 5.                 | The Night Window       | 3:41               |                    |                    |                    |                    |                    |                    |                    |
| 6.                 | The Boche              | 3:21               |                    |                    |                    |                    |                    |                    |                    |
| 7.                 | Tripwire               | 1:40               |                    |                    |                    |                    |                    |                    |                    |
| 8.                 | A Bit of Tin           | 2:02               |                    |                    |                    |                    |                    |                    |                    |
| 9.                 | Lockhouse              | 4:03               |                    |                    |                    |                    |                    |                    |                    |
| 10.                | Blake and Schofield    | 4:20               |                    |                    |                    |                    |                    |                    |                    |
| 11.                | Milk                   | 10:10              |                    |                    |                    |                    |                    |                    |                    |
| 12.                | Écoust-Saint-Mein      | 2:36               |                    |                    |                    |                    |                    |                    |                    |
| 13.                | Les Arbres             | 3:36               |                    |                    |                    |                    |                    |                    |                    |
| 14.                | Engländer              | 4:29               |                    |                    |                    |                    |                    |                    |                    |
| 15.                | The Rapids             | 1:29               |                    |                    |                    |                    |                    |                    |                    |
| 16.                | Croisilles Wood        | 2:06               |                    |                    |                    |                    |                    |                    |                    |
| 17.                | Sixteen Hundred Men    | 6:32               |                    |                    |                    |                    |                    |                    |                    |
| 18.                | Mentions in Dispatches | 3:44               |                    |                    |                    |                    |                    |                    |                    |
| 19.                | Come Back to Us        | 5:39               |                    |                    |                    |                    |                    |                    |                    |
| 1:17:08            |                        |                    |                    |                    |                    |                    |                    |                    |                    |

La bande originale ne comprend pas l'interprétation de la chanson folklorique américaine The Wayfaring Stranger par Jos Slovick. Début 2020, une pétition sur le site Change.org recueille plus de 2 500 signatures pour inciter les sociétés productrices du film, Universal Pictures et DreamWorks Pictures, à sortir une version studio complète de l'interprétation de Slovick. Le 7 février, Sony Classical Records publie un EP de la chanson en téléchargement et streaming.
| Liste des morceaux | Liste des morceaux                                      | Liste des morceaux       | Liste des morceaux | Liste des morceaux | Liste des morceaux | Liste des morceaux | Liste des morceaux | Liste des morceaux | Liste des morceaux |
| No                 | Titre                                                   | Artiste                  | Durée              |                    |                    |                    |                    |                    |                    |
| ------------------ | ------------------------------------------------------- | ------------------------ | ------------------ | ------------------ | ------------------ | ------------------ | ------------------ | ------------------ | ------------------ |
| 1.                 | I Am a Poor Wayfaring Stranger (From 1917 (A Cappella)) | Jos Slovick              | 4:09               |                    |                    |                    |                    |                    |                    |
| 2.                 | I Am a Poor Wayfaring Stranger (From 1917)              | Jos Slovick & Craig Leon | 4:49               |                    |                    |                    |                    |                    |                    |
| 3.                 | I Am a Poor Wayfaring Stranger (Original Lyrics)        | Jos Slovick & Craig Leon | 4:49               |                    |                    |                    |                    |                    |                    |
| 13:47              |                                                         |                          |                    |                    |                    |                    |                    |                    |                    |

## Accueil

### Sortie au cinéma
1917 est présenté en avant-première le 4 décembre 2019 lors du Royal Film Performance à Londres. Le film bénéficie d'une sortie limitée aux États-Unis le 25 décembre 2019, avant de faire l'objet d'une sortie nationale le 10 janvier 2020. Le studio dépense environ 115 millions de dollars[Combien ?] en tirages et en publicités pour promouvoir le film. Le film est spécialement formaté pour IMAX au format élargi de 1.9:1.

### Accueil critique
Le film reçoit des critiques globalement très positives :
- Sur l'agrégateur américain Rotten Tomatoes, le film bénéficie d'un taux d'approbation de 88 % d'opinions pour 474 critiques collectées (419 critiques positives et 55 négatives) obtenant une moyenne de 8,30⁄10[50]. Le consensus critique du site Web est le suivant : « Percutant, immersif et techniquement impressionnant, 1917 capture la guerre de tranchées de la Première Guerre mondiale avec une intensité brute et saisissante »[c 3].
- Dans la presse américaine sur le site Metacritic, le film bénéficie d'un taux d'approbation de 78 % pour 57 critiques collectées (49 critiques positives, 7 indécises et 1 négative). Quant au public, il est plutôt reconnaissant en obtenant une moyenne de 8,3⁄10 sur la base de 1 043 évaluations[51].

#### Dans la presse anglophone
Plusieurs critiques nomment 1917 parmi les meilleurs films de 2019, notamment Kate Erbland d'IndieWire et Sheri Linden de The Hollywood Reporter. Dans un article pour le Hindustan Times, Rohan Naahar déclare : « Je ne peux qu'imaginer l'effet que 1917 aura sur les spectateurs qui ne sont pas familiers des techniques que Sam Mendes et Roger Deakins s'apprêtent à leur faire découvrir »,. Dans sa critique pour National Public Radio, Justin Chang est plus mitigé. Il reconnaît que le film est un « exploit technique époustouflant » mais ne le trouve pas spectaculaire dans l'ensemble, car le style de Mendes, avec son illusion de plan séquence, « peut être aussi distrayant qu'immersif ».
D'autres critiques sont moins positives, comme Manohla Dargis du New York Times qui qualifie 1917 de « film de guerre soigneusement organisé et aseptisé [...] qui transforme l'un des épisodes les plus catastrophiques des temps modernes en un exercice de style prétentieux »,. Alison Willmore de Vulture le compare défavorablement au film de guerre Dunkerque (2017), affirmant que « la prémisse esthétique écrase toutes les autres intentions du film »,.
En septembre 2021, Screen Rant propose une liste des dix meilleurs films autour de la Première Guerre mondiale selon les utilisateurs de l'Internet Movie Database, où 1917 se classe sixième.

#### En France
En France, 1917 est très bien accueilli avec une note moyenne de 4,2⁄5 sur le site Allociné pour 35 titres de presse. La presse loue notamment la puissance de sa dramaturgie et sa maestria technique.
Pour François Forestier de L'Obs, 1917 est une « extraordinaire plongée dans la Grande Guerre », qu'il compare à Lawrence d'Arabie pour son lyrisme et aux Sentiers de la gloire pour sa puissance. Il loue aussi la dramaturgie et la mise en scène de Sam Mendes, qui « fait sentir, au plus près, la peur des hommes, la terreur de l’enfer ». Il écrit que 1917 est un film « furieux, poignant, prenant » qui réussit à faire oublier « la caméra, le tour de force, les coutures » pour se concentrer sur l'émotion.
Sandra Onana de Libération se montre plus mitigée : « Tout à ses ambitions visuelles dopées à la virtuosité technique, Sam Mendes rejoue la Grande Guerre dans un spectacle immersif et sans point de vue. [...] L’intrigue de 1917 ne prétend donc pas être autre chose qu’un prétexte à la mise en branle d’un dispositif visuellement subjuguant ».

### Box-office
1917 rapporte 159,2 millions de dollars aux États-Unis et au Canada, et 225,7 millions de dollars dans le reste du monde, pour un total mondial de 384,9 millions de dollars, pour un budget de production de 90 à 100 millions de dollars,. Selon Deadline.com, le bénéfice net du film s'élève à 77 millions de dollars.
Aux États-Unis, le film récolte 251 000 dollars le premier jour de sa sortie limitée. Il connaît ensuite un week-end d'ouverture limité à 570 000 dollars et une recette brute sur cinq jours d'un million de dollars, soit une moyenne de 91 636 dollars par salle. Le film réalise un total de 2,7 millions de dollars sur ses deux semaines de sortie limitée. Il sort ensuite en salles le 10 janvier, réalisant 14 millions de dollars le premier jour, dont 3,25 millions de dollars grâce aux avant-premières du jeudi soir. Il rapporte ensuite 36,5 millions de dollars pour le week-end (dépassant les prévisions initiales de 25 millions de dollars), devenant ainsi le premier film à détrôner Star Wars, épisode IX : L'Ascension de Skywalker au box-office. Pour son deuxième week-end de sortie en salles, le film rapporte 22 millions de dollars (et 26,8 millions de dollars pendant les quatre jours de vacances du Martin Luther King Day), finissant troisième derrière Bad Boys For Life et Le Voyage du Docteur Dolittle. Il obtient 15,8 millions de dollars et 9,7 millions de dollars les deux week-ends suivants, se classant à chaque fois à la deuxième place,. Pendant le week-end de la cérémonie des Oscars, 1917 obtient 9,3 millions de dollars,.
En France, 1917 réalise en première semaine 644 738 entrées. Après neuf semaines d'exploitation, le film réalise 2 203 337 entrées dont 556 582 à Paris.
| Pays ou région    | Box-office        | Date d'arrêt du box-office | Nombre de semaines |
| ----------------- | ----------------- | -------------------------- | ------------------ |
| États-Unis Canada | 159 227 644 USD   | 19 mars 2020               | 13                 |
| France            | 2 203 337 entrées | 14 mars 2020               | 9                  |
| Total mondial     | 384 784 776 USD   | 19 mars 2020               | 13                 |

## Distinctions
Sauf indication contraire, les informations mentionnées dans cette section peuvent être confirmées par la base de données cinématographiques IMDb,  présente dans la section « Liens externes ».
1917 obtient dix nominations à la 92e cérémonie des Oscars où il remporte les catégories meilleure photographie, meilleur mixage de son et meilleurs effets visuels,. Lors des Golden Globes, 1917 obtient trois nominations et remporte deux prix : ceux du meilleur film dramatique et du meilleur réalisateur. Il reçoit également huit nominations aux Critics' Choice Awards pour trois récompenses, dont le prix du meilleur réalisateur ex-æquo avec Bong Joon-Ho pour Parasite,. 1917 est aussi le film le plus récompensé lors des British Academy Film Awards, où il remporte sept prix, dont ceux du meilleur film, du meilleur réalisateur et du meilleur film britannique,.

### Récompenses
| Année | Cérémonie ou récompense      | Prix                      | Lauréat(es)                                                             |
| ----- | ---------------------------- | ------------------------- | ----------------------------------------------------------------------- |
| 2020  | Golden Globes                | Meilleur film dramatique  |                                                                         |
| 2020  | Golden Globes                | Meilleur réalisateur      | Sam Mendes                                                              |
| 2020  | Critics' Choice Movie Awards | Meilleur réalisateur      | Sam Mendes                                                              |
| 2020  | Critics' Choice Movie Awards | Meilleure photographie    | Roger Deakins                                                           |
| 2020  | Critics' Choice Movie Awards | Meilleur montage          | Lee Smith                                                               |
| 2020  | BAFTA Awards                 | Meilleur film             |                                                                         |
| 2020  | BAFTA Awards                 | Meilleur film britannique |                                                                         |
| 2020  | BAFTA Awards                 | Meilleurs décors          | Dennis Gassner et Lee Sandales                                          |
| 2020  | BAFTA Awards                 | Meilleure photographie    | Roger Deakins                                                           |
| 2020  | BAFTA Awards                 | Meilleurs effets visuels  | Guillaume Rocheron, Greg Butler et Dominic Tuohy                        |
| 2020  | BAFTA Awards                 | Meilleur son              | Scott Millan, Oliver Tarney, Rachael Tate, Mark Taylor et Stuart Wilson |
| 2020  | Oscars du cinéma             | Meilleure photographie    | Roger Deakins                                                           |
| 2020  | Oscars du cinéma             | Meilleur mixage de son    | Mark Taylor et Stuart Wilson                                            |
| 2020  | Oscars du cinéma             | Meilleurs effets visuels  | Guillaume Rocheron, Greg Butler et Dominic Tuohy                        |
| 2020  | Satellite Awards             | Meilleure photographie    | Roger Deakins                                                           |
| 2020  | David di Donatello           | Meilleur film étranger    |                                                                         |

### Nominations
| Année | Cérémonie ou récompense      | Prix                                     | Lauréat(es)                                      |
| ----- | ---------------------------- | ---------------------------------------- | ------------------------------------------------ |
| 2020  | Golden Globes                | Meilleure musique de film                | Thomas Newman                                    |
| 2020  | Critics' Choice Movie Awards | Meilleur film                            |                                                  |
| 2020  | Critics' Choice Movie Awards | Meilleure musique de film                | Thomas Newman                                    |
| 2020  | Critics' Choice Movie Awards | Meilleure direction artistique           | Dennis Gassner et Lee Sandales                   |
| 2020  | Critics' Choice Movie Awards | Meilleurs effets visuels                 | Guillaume Rocheron, Greg Butler et Dominic Tuohy |
| 2020  | Critics' Choice Movie Awards | Meilleur film d'action                   |                                                  |
| 2020  | BAFTA Awards                 | Meilleurs maquillages et coiffures       | Naomi Donne                                      |
| 2020  | BAFTA Awards                 | Meilleure musique de film                | Thomas Newman                                    |
| 2020  | Oscars du cinéma             | Meilleur film                            |                                                  |
| 2020  | Oscars du cinéma             | Meilleur réalisateur                     | Sam Mendes                                       |
| 2020  | Oscars du cinéma             | Meilleur scénario original               | Sam Mendes                                       |
| 2020  | Oscars du cinéma             | Meilleurs décors et direction artistique | Dennis Gassner et Lee Sandales                   |
| 2020  | Oscars du cinéma             | Meilleure musique de film                | Thomas Newman                                    |
| 2020  | Satellite Awards             | Meilleur film dramatique                 |                                                  |
| 2020  | Satellite Awards             | Meilleur réalisateur                     | Sam Mendes                                       |
| 2020  | Satellite Awards             | Meilleur acteur dans un film dramatique  | George MacKay                                    |
| 2020  | Satellite Awards             | Meilleurs décors                         | Dennis Gassner et Lee Sandales                   |
| 2020  | Satellite Awards             | Meilleure musique                        | Thomas Newman                                    |
| 2020  | César du cinéma              | Meilleur film étranger                   |                                                  |

## Analyse

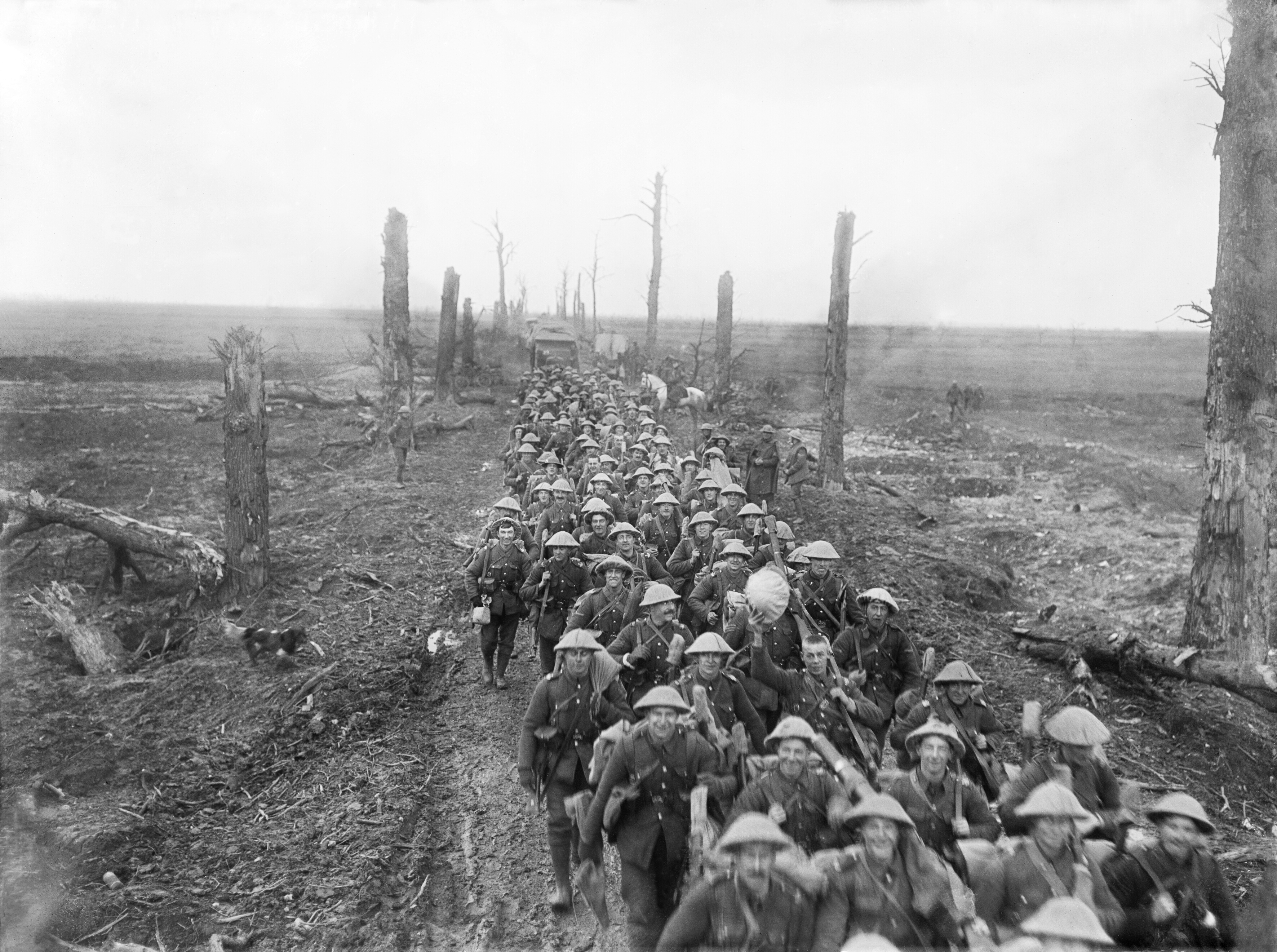
Soldats britanniques suivant les Allemands près de Brie en mars 1917.

Le film s'inspire de l'opération Alberich, un repli allemand vers de nouvelles positions sur la ligne Hindenburg, plus courte et plus facile à défendre, qui a eu lieu entre le 9 février et le 20 mars 1917,. Cependant, les personnages principaux et secondaires sont tous fictifs.

### Erreurs et incohérences
Selon l'historien militaire Jeremy Banning, « il n'est pas logique, comme le montre le film, que certains bataillons se trouvent à quatorze kilomètres au-delà de l'ancienne ligne allemande et que d'autres ne sachent apparemment pas si cette ligne est occupée [...] Quant à l'assaut des Devon, aucune unité n'attaquerait sans un soutien d'artillerie adéquat »,.
Contrairement à ce que le film dépeint, le nombre de soldats noirs servant directement dans l'armée britannique est inconnu mais négligeable, car la population noire en Grande-Bretagne était faible à l'époque. La majorité des troupes noires qui ont participé à l'effort de guerre britannique ont servi dans leurs propres régiments coloniaux en Afrique et aux Antilles britanniques. Plus de 15 000 hommes originaires des Antilles britanniques se sont enrôlés dans l'armée pendant la Première Guerre mondiale. En 1915, ils étaient organisés dans le régiment des Antilles britanniques,,. Le régiment a servi au Moyen-Orient pendant la Première Guerre mondiale, notamment lors de la campagne du Sinaï et de la Palestine et de la campagne de Mésopotamie,. Les Sikhs indiens auraient également servi dans leurs propres régiments dans le cadre de l'armée indienne britannique, et non dans les rangs des régiments et des corps d'armée britanniques. À la fin de 1915, les formations d'infanterie indiennes ont été retirées du front occidental et envoyées au Moyen-Orient,.
À un moment du film, Will Schofield tombe dans une rivière très agitée, avec des tourbillons et des chutes d'eau qui le font tomber de plusieurs mètres. Or il n'y a aucune formation hydrologique de ce type dans la région, ni globalement dans une zone de plaine,.

## Autour du film

### Éditions en vidéo
- Aux États-Unis, le film 1917 sort en numérique sur les plateformes Prime Video et iTunes le 10 mars 2020, avant d'être publié en DVD, Blu-ray et Blu-ray Ultra HD le 24 mars 2020[98].
- En France, le film est sorti en VOD le 14 mai 2020[9] en DVD, Blu-ray et 4K Ultra HD + Blu-ray le 24 juin 2020[99],[100],[101]. Le film ressort en 4K Ultra HD le 24 juin 2022[102].
- Au Québec, le film est sorti en DVD / Blu-ray le 24 mars 2020[103].
- Les ventes de DVD rapportent 34 288 418 $ dans le monde[74].

### Citations originales
1. ↑  (en) « I took a calculated gamble, and I'm pleased I did because of the energy you get just from driving forward (in the narrative), in a war that was fundamentally about paralysis and stasis ».
2. ↑  (en) « It was to do with the fact that I wanted the movie to go from afternoon to dusk, and then from night into dawn. I wanted it to be in two movements...I wanted to take it somewhere more like a hallucination. Somewhere more surreal, almost dream-like. And horrifying too ».
3. ↑  (en) « Hard-hitting, immersive, and an impressive technical achievement, 1917 captures the trench warfare of World War I with raw, startling immediacy ».
4. ↑  (en) « I can only imagine the effect 1917 will have on audiences that aren't familiar with the techniques Sam Mendes and Roger Deakins are about to unleash upon them ».
5. ↑  (en) « A carefully organized and sanitized war picture [...] that turns one of the most catastrophic episodes in modern times into an exercise in preening showmanship ».
6. ↑  (en) « The artifice of the aesthetic premise overwhelms any of the film's other intentions ».
7. ↑  (en) « It made no sense, as the film depicts, to have some battalions nine miles beyond the former German line and others seemingly unaware of whether this line was manned [...] As for the assault by the Devons, no unit would attack without adequate artillery support ».